# Transport

Transport es una serie de televisión finlandesa de género noir nórdico estrenada en 2022.

## Sinopsis
Varias tramas convergentes se desarrollan en la serie. Una periodista investiga la aparición de un microship en comida para bebés. La gerente de una sucursal bancaria se ve involucrada en una red de blanqueo de dinero. Una empleada de seguros investiga la misteriosa desaparición de un veterinario de control fronterizo, cuya familia espera saber qué le ha sucedido.

## Reparto
- Emmi Parviainen -  periodista Johanna Vainikainen
- Pirkko Hämäläinen - empleada de banco Marianne Rautiainen
- Maria Heiskanen - investigadora de seguros Inkeri Aho
- Antti Virmavirta - Kari Hammarén
- Ulla Raitio - Sini Korvola
- Arttu Kapulainen - Sami Korvola
- Kaija Pakarinen - Anita Korvola
- Juhani Laitala - Erik Korvola
- Pekka Strang - Soini
- Pertti Sveholm - Juhani Mäkelä
- Jukka Puotila - Jouni Vehviläinen
- Santeri Kinnunen - Esko Ahvonen
- Nina Hukkinen - Annika Ahvonen
- Mari Turunen - redactor jefe
- Aimo Räsänen - jefe de redacción
- Iiro Panula|Jarkko, hijo de Mariannen
- Ville Virtanen - criador de caballos
- Anna Airola - Jutta